# Línea 510 (Almirante Brown)
La línea 510 es una línea de colectivos del Partido de Almirante Brown. Su recorrido inicia desde Estación Burzaco hacia distintos barrios del partido, siendo prestado el servicio por la empresa Expreso Villa Galicia San José S.A. Este transporte cuenta con SUBE.

## Recorrido

### Ramal 2
Por Av. Republica Argentina (por E. de Rosas) : Desde Estación Burzaco por Humberto Primo - Av. Espora - Av. Monteverde - Carlos Gardel - Hugo de Carril - Enrique de Rosas - 25 de Mayo - Av. República Argentina - Av. Espora hasta Pcia de Sta. Fé.
Regreso: Pcia de Sta. Fé - Av. República Argentina - 25 de Mayo - Enrique de Rosas - Hugo de Carril - Carlos Gardel - 2 de Abril - Av. Espora - Cristóbal Colón - Carlos Pellegrini hasta la Estación Burzaco.
Estación Burzaco – Espora (por E. de Rosas) : Desde Estación Burzaco por Humberto Primo - Av. Espora - Av. Monteverde - Carlos Gardel - Hugo de Carril - Enrique de Rosas - 25 de Mayo hasta Angélica Pagano.
Regreso: Angelica Pagano - 25 de Mayo - Enrique de Rosas - Hugo de Carril - Carlos Gardel - 2 de Abril - Av. Espora - Cristóbal Colón - Carlos Pellegrini hasta la Estación Burzaco.

### Ramal 3
B° Libertad × Leguizamon :  Desde Estación Burzaco por Ricardo Rojas - Av. Espora - Aristóbulo del Valle - Guido y Spano - Aristóbulo del Valle - Provincia de Buenos Aires - Aristóbulo del Valle -Terrero - Leandro N. Alem - Av. República Argentina - Av. Monteverde - Martiniano Leguizamón - Araujo - Aconquija - Rufino Córdoba hasta Calle Leonór Rinaldi. 
Regreso: Rufino Córdoba - Aconquija - Araujo - Martiniano Leguizamón - Av. Monteverde - San Jorge - 2 de Abril - Av. República Argentina - Leandro N. Alem - Terreno - Aristóbulo del Valle - Provincia de Buenos Aires - Aristóbulo del Valle - Guido y Spano - Aristóbulo del Valle - Av. Espora - Cristóbal Colón - Carlos Pellegrini hasta la Estación Burzaco.
B° Libertad × 25 de Mayo :  Desde Estación Burzaco por Ricardo Rojas - Av. Espora - Aristóbulo del Valle - Guido y Spano - Aristóbulo del Valle - Provincia de Buenos Aires - Aristóbulo del Valle -Terrero - Leandro N. Alem - Av. República Argentina - Av. Monteverde - Martiniano Leguizamón - Araujo - Av. República Argentina - 25 de Mayo - Aconquija - Rufino Córdoba hasta Calle Leonór Rinaldi. 
Regreso: Rufino Córdoba - Aconquija - 25 de Mayo - Av. República Argentina - Araujo - Martiniano Leguizamón - Av. Monteverde - San Jorge - 2 de Abril - Av. República Argentina - Leandro N. Alem - Terreno - Aristóbulo del Valle - Provincia de Buenos Aires - Aristóbulo del Valle - Guido y Spano - Aristóbulo del Valle - Av. Espora - Cristóbal Colón - Carlos Pellegrini hasta la Estación Burzaco.

## Galería

### Actuales internos

Línea 510 Interno 400
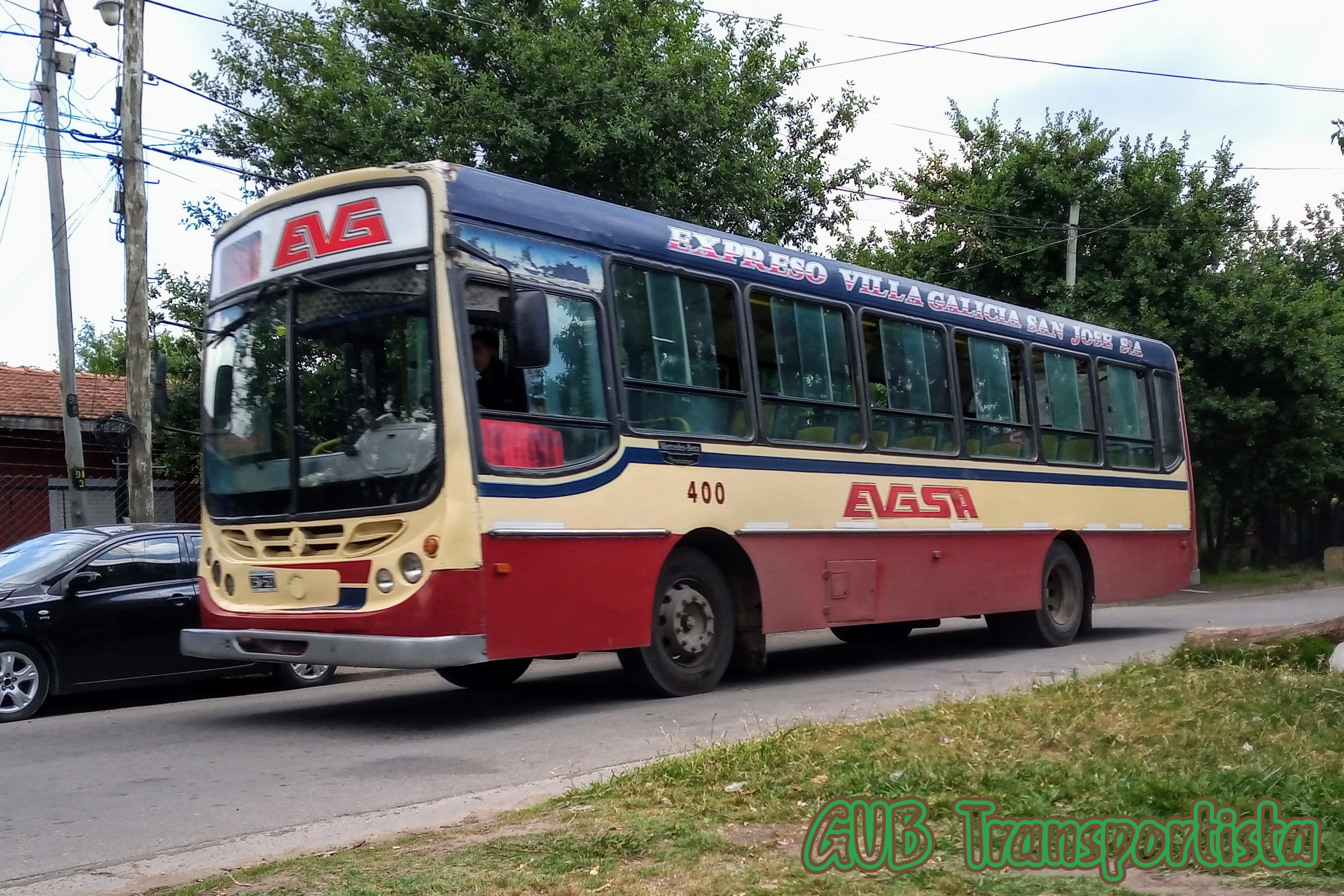
Un colectivo de la línea 510 en servicio como interno 410           Metalpar Tronador Mercedes Benz OF1418 Interno 400.

Línea 510 Interno 401
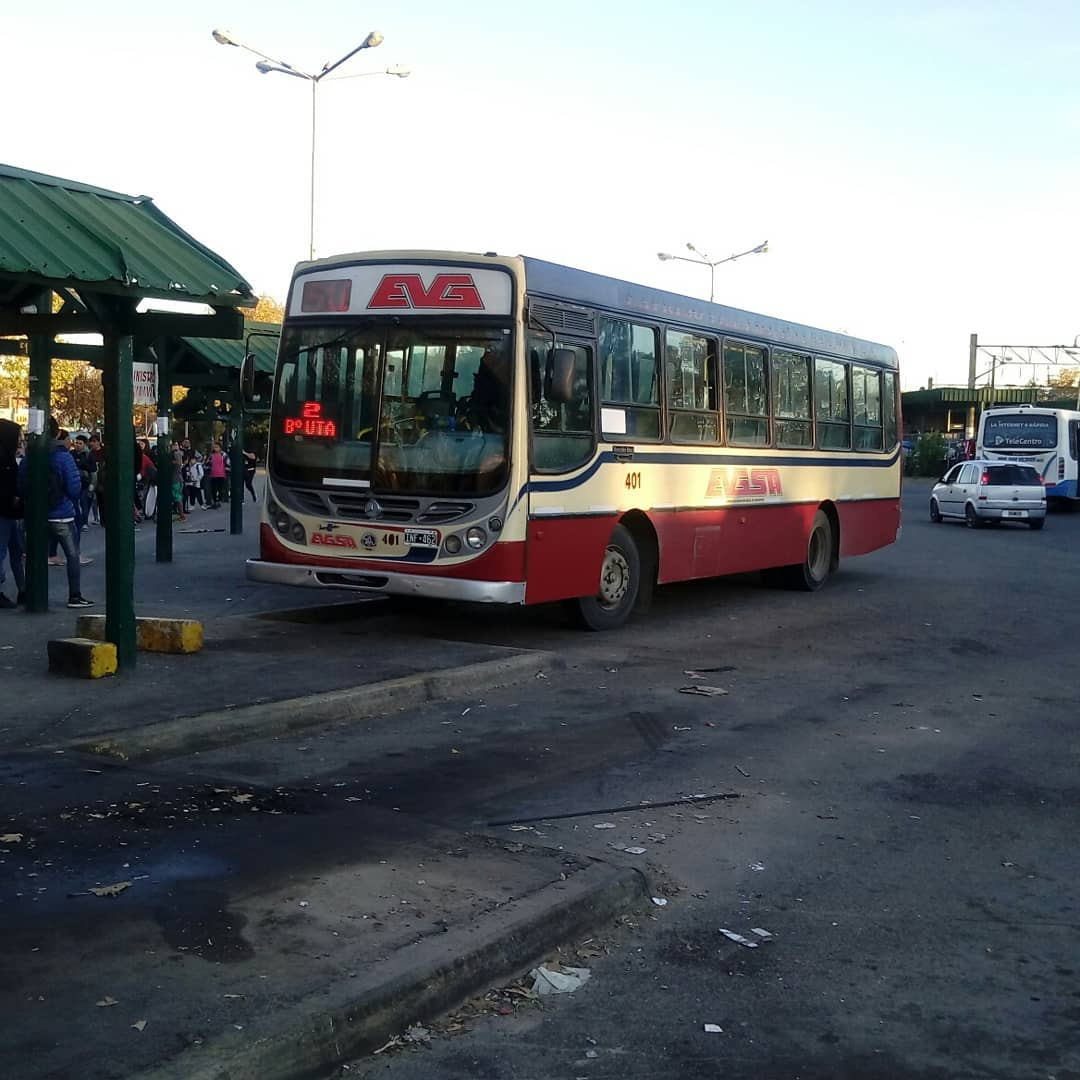
Un colectivo de la línea 510 en servicio.               Metalpar Tronador Mercedes Benz OF1418 Interno 401.

Línea 510 Interno 402
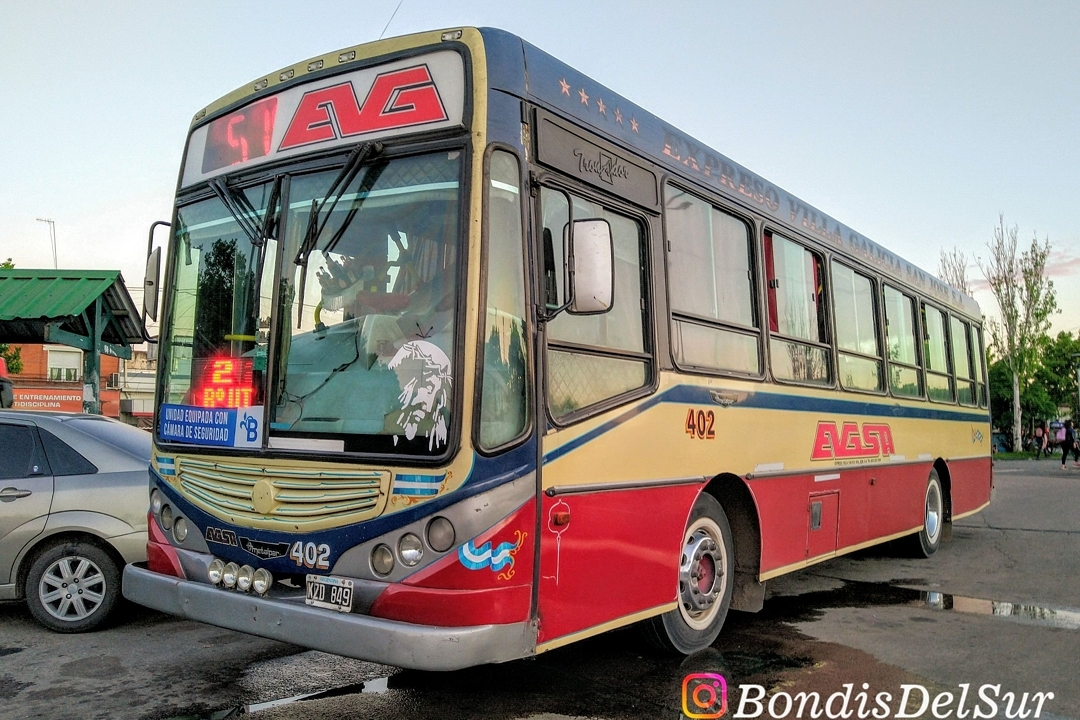
Un colectivo de la línea 510 en servicio.               Metalpar Tronador II Mercedes Benz OF1418 Interno 402.
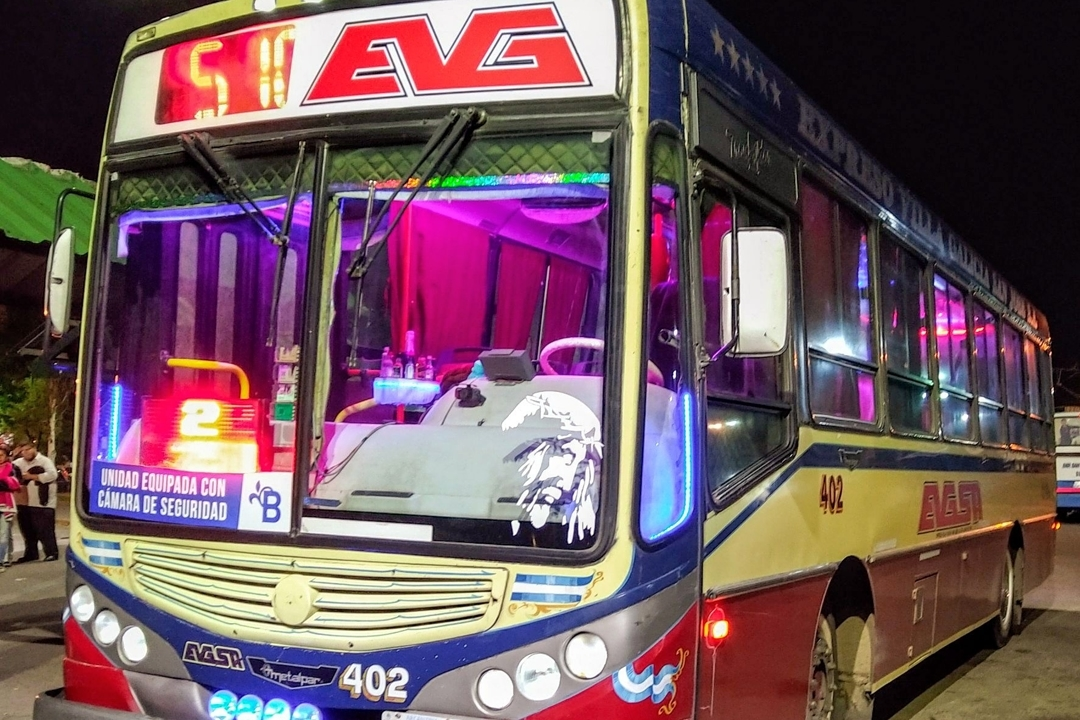

Línea 510 Interno 404
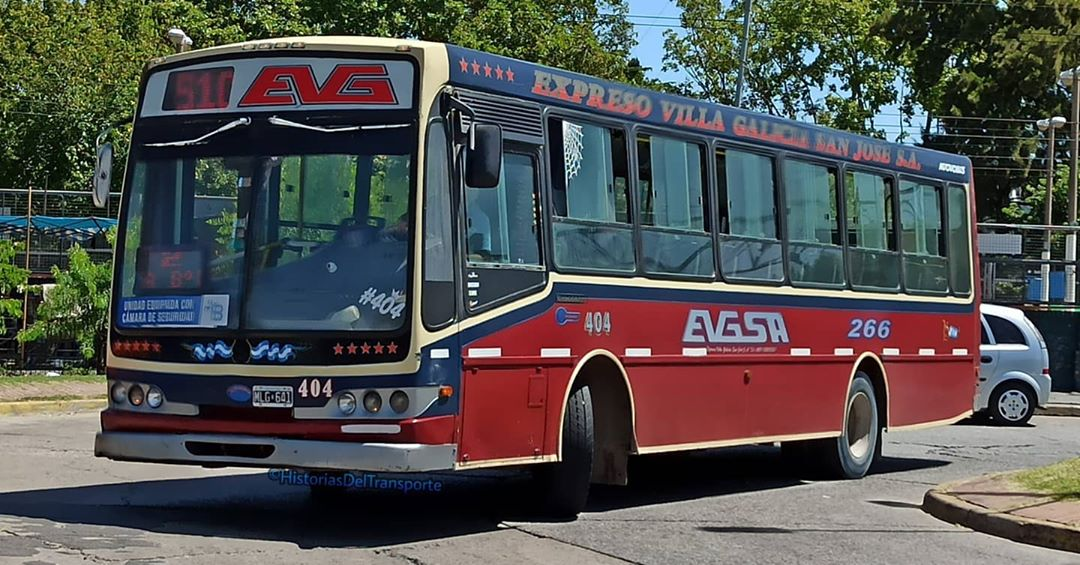
Un colectivo de la línea 510 en servicio.               Nuovobus Bam Bam Mercedes Benz OF1418 Interno 404.

### Otros internos

Línea 266/263 Interno 25
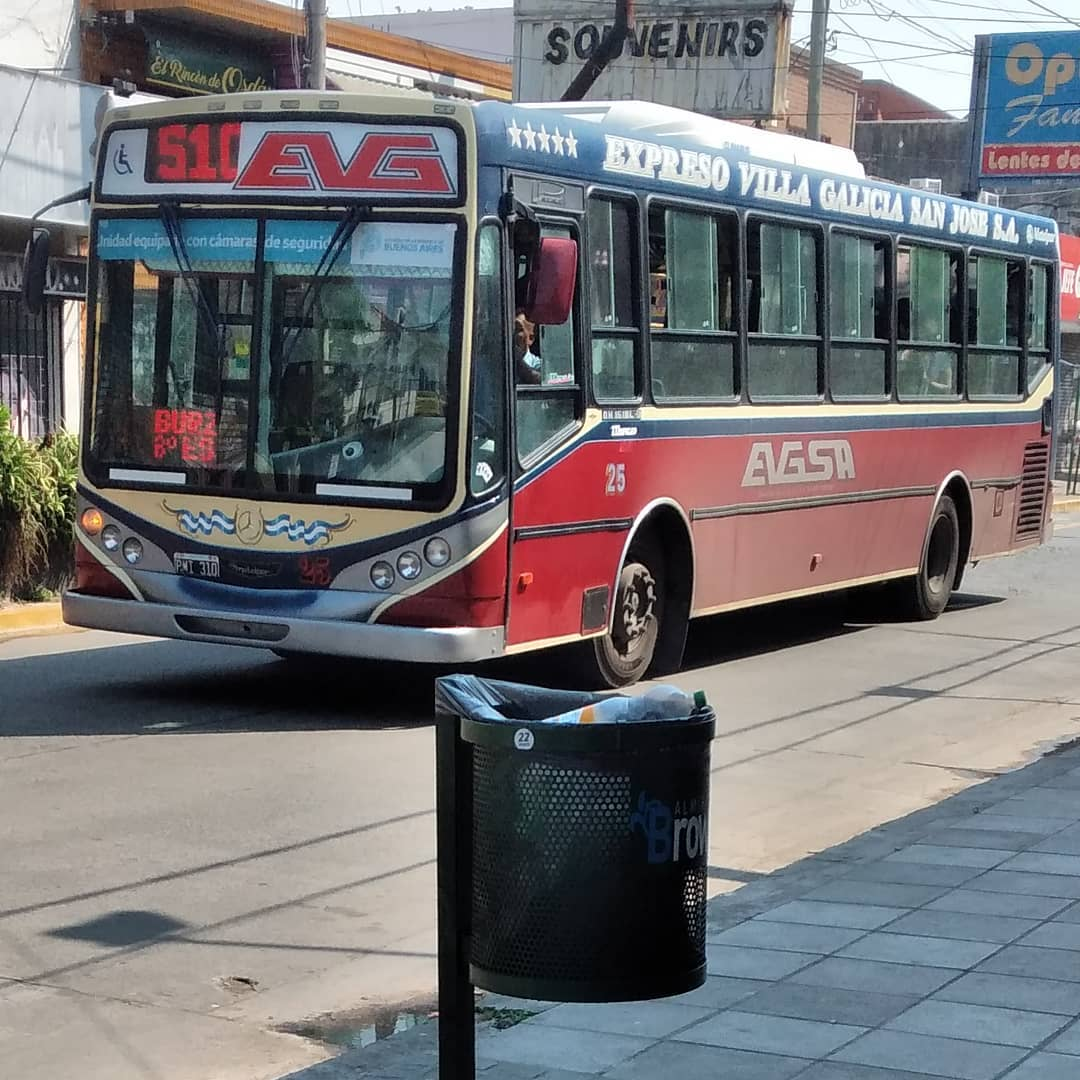
Un colectivo de la línea 266/263 al servicio de la línea 510.

Linea 266/263 Interno 123
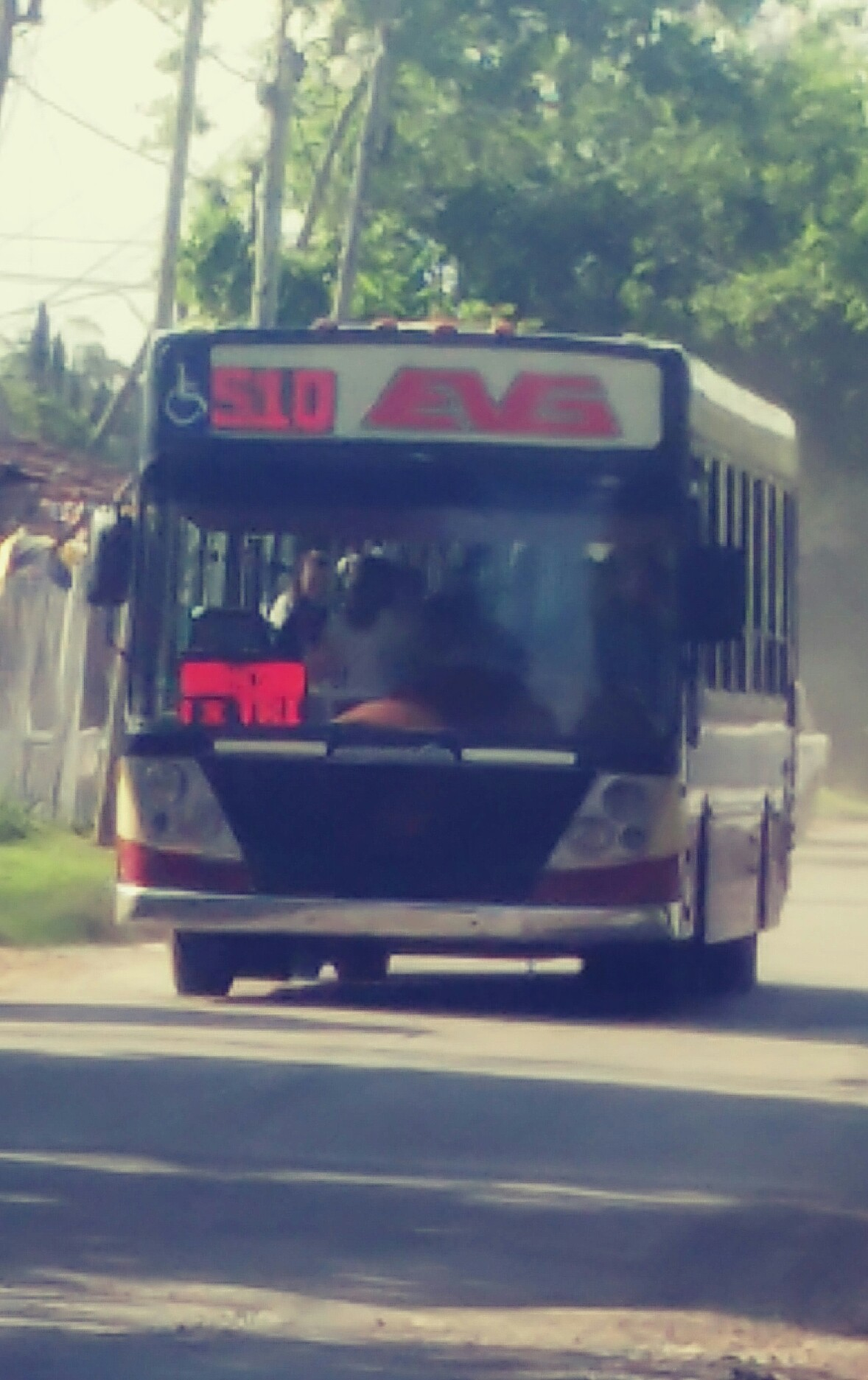
Un colectivo de la línea 266/263 al servicio de la línea 510.

### Antiguas unidades

Línea 510 Interno 410
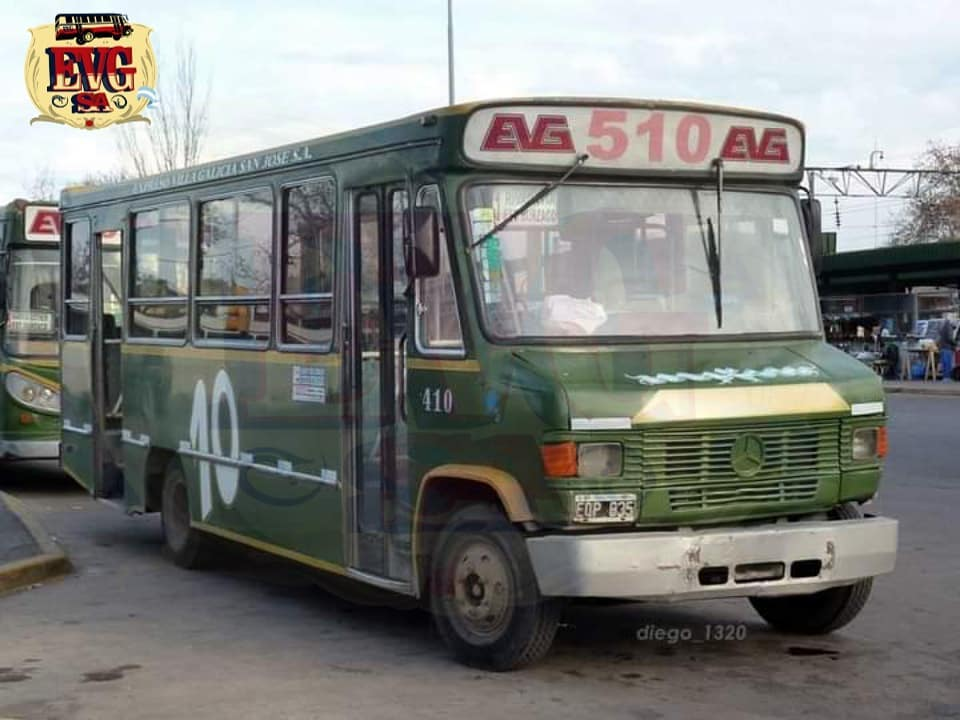
Una antigua unidad de la línea 510, fue el segundo coche con la corte municipal, se usó hasta el año 2015. Actualmente lo reemplazo La Favorita MB OF1418.